# Elisabeth Welz
Elisabeth Welz (*  1. Januar 1924; † 3. Oktober 1997) war eine deutsche Volksschauspielerin, die überwiegend in Mundartrollen zu sehen war.
Ihre Paraderolle war die „Tante Anna“ in der fränkischen Komödie Schweig, Bub!, in der sie unter anderem häufig im Schauspielhaus ihrer Heimatstadt Nürnberg, aber auch im „Theater rechts der Isar“ in München auftrat.
Bundesweit trat sie das erste Mal 1972 im zweiten Teil des Schulmädchen-Reports in Erscheinung. Bis 1979 folgten elf weitere Filme dieses Genres (unter anderem Krankenschwestern-Report). In diesen Filmen verkörperte Welz meist die Rolle der älteren strengen Dame oder die einer Mutter.
1979 stand Welz das erste Mal mit Gerhard Polt vor der Kamera, fortan wirkte sie in fast allen seinen Filmen mit, unter anderem 1983 in Kehraus, 1988 in Man spricht deutsh oder 1991 in Herr Ober!.
Von 1987 bis 1990 übernahm sie die Rolle der Haushälterin in der ARD-Serie Die glückliche Familie.
Weitere Film- und Serienrollen sowie Sprechrollen in Hörspielen folgten bis zu ihrem Tod 1997.
Zuletzt lebte Elisabeth Welz in Baldham, einem Ortsteil der Gemeinde Vaterstetten, im Osten von München.

## Filmografie (Auswahl)
- 1967: Der Mann aus dem Bootshaus (Fernsehfilm)
- 1972: Schulmädchen-Report. 4. Teil: Was Eltern oft verzweifeln läßt
- 1972: Krankenschwestern-Report
- 1973: Schulmädchen-Report. 5. Teil: Was Eltern wirklich wissen sollten
- 1973: Frühreifen-Report
- 1973: Urlaubsgrüße aus dem Unterhöschen
- 1975: Schulmädchen-Report. 9. Teil: Reifeprüfung vor dem Abitur
- 1978: Schulmädchen-Report. 12. Teil: Junge Mädchen brauchen Liebe
- 1979: Zum Gasthof der spritzigen Mädchen
- 1981: Heute spielen wir den Boß – Wo geht’s denn hier zum Film?
- 1983: Kehraus
- 1987–1991: Die glückliche Familie (Fernsehserie, 43 Folgen)
- 1988: Himmelsheim
- 1988: Man spricht deutsh
- 1990: Das schreckliche Mädchen
- 1992: Herr Ober!
- 1992: Langer Samstag